# بریس جوویال
بریس جوویال (فرانسوی: Brice Jovial‎؛ زادهٔ ۲۵ ژانویهٔ ۱۹۸۴) بازیکن فوتبال اهل فرانسه است.

## باشگاهی
از باشگاه‌هایی که در آن بازی کرده‌است می‌توان به باشگاه فوتبال لو آور، باشگاه فوتبال کن، باشگاه فوتبال دیژون، باشگاه فوتبال رویال شارلوا، باشگاه فوتبال امپولی، و باشگاه فوتبال ووهان اشاره کرد.

## تیم ملی
وی همچنین در تیم ملی فوتبال گوادلوپ بازی کرده‌است.